# Synagoge (Holten)

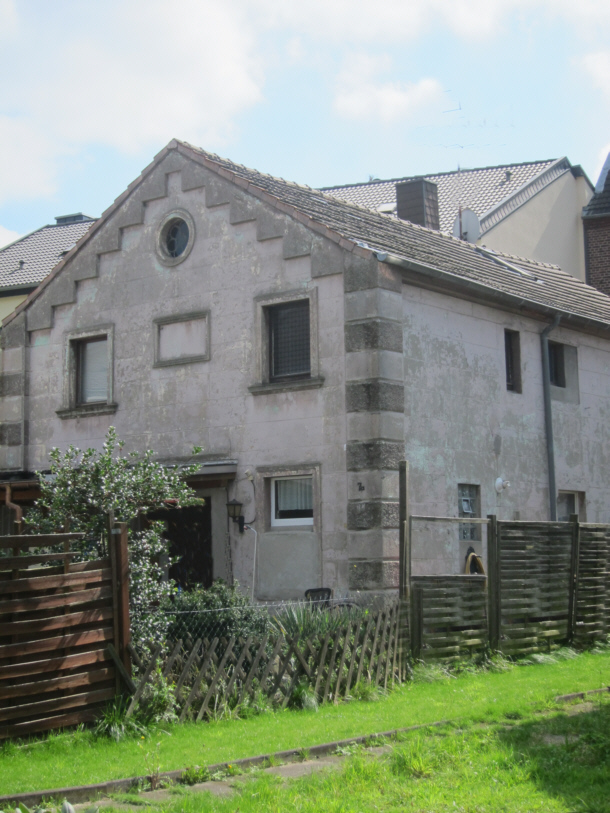
Synagoge in Holten

Die Synagoge in Holten, heute ein Stadtteil von Oberhausen in Nordrhein-Westfalen, wurde 1858 errichtet. Die profanierte Synagoge steht auf dem rückwärtigen Teil des Grundstücks Mechthildisstraße 7a, der früheren Kirchstraße, und ist ein geschütztes Baudenkmal.
Die Synagoge wurde bis in die 1920er Jahre genutzt und dann von der jüdischen Gemeinde Holten verkauft. Das Gebäude wurde vom neuen Besitzer zu einem Wohnhaus umgebaut.